# Gundomar
Gnodomari (Chnodomarius) o Gondomari (Chondomarius), més conegut per Gundomar, fou rei dels alamans. Magnenci va arribar al tron el 350 a Augustodunum (Autun) i l'emperador Constanci II es va aliar amb els alamans als quals va demanar envair la Gàl·lia. Gundomar va creuar el Rin i va derrotar el cèsar Decenci, germà de Magnenci, va destruir nombroses ciutats i va assolar el país sense trobar oposició. El 356 es va enfrontar amb Julià (després emperador conegut com a Julià l'Apòstata) que va poder aturar la progressió dels alamans a la regió i el 357 els va derrotar en la batalla d'Argentorat (avui dia Estrasburg). Gundomar es va reunir al seu camp amb els sis caps principals, Vestralpus, Urius, Ursicinus, Suomarius, Hortarius, i Serapio (el fill del germà del rei, Mederichus, que originalment es deia Agenaric) però foren altre cop derrotats i van haver de creuar el Rin morint milers d'alamans. Ammià Marcel·lí diu que els romans només van tenir 243 baixes. Gundomar fou capturat i portat davant Julià que el va tractar amablement i el va enviar a Roma on va ser tancat a Castra Peregrina o Mons Caelius on va morir de mort natural algun temps després.